# Outerbridge Horsey (Diplomat)
Outerbridge Horsey VI (* 1. Oktober 1910 in New York City; † 18. August 1983 in Washington, D.C.) war ein US-amerikanischer Diplomat, der unter anderem von 1963 bis 1966 Botschafter in der Tschechoslowakei war.

## Leben
Outerbridge Horsey VI war das zweite von drei Kindern und der einzige Sohn des in New York City tätigen Rechtsanwalts Outerbridge Horsey V (1875–1931) und dessen Ehefrau Mary Digges Lee Horsey (1881–1974). Er war ein Urenkel des Politikers Outerbridge Horsey, der unter anderem zwischen 1810 und 1821 US-Senator für Delaware war. Er begann nach dem Besuch der Downside School im englischen Bath zunächst ein grundständiges Studium am Trinity College der University of Cambridge, das er 1931 mit einem Bachelor of Arts (B.A.) beendete. Ein darauf folgendes postgraduales Studium der Ingenieurwissenschaften am Massachusetts Institute of Technology (MIT) schloss er 1933 mit einem Bachelor of Science (B.S.) ab. Im Anschluss war er als Ingenieur und Sonderassistent für den Nationalen Notstandsrat (National Emergency Council) tätig und trat danach in den diplomatischen Dienst (Foreign Service) des US-Außenministeriums ein. In den folgenden Jahren war er zwischen 1938 und 1939 Vize-Konsul in Neapel, von 1940 bis 1941 Vize-Konsul in Budapest sowie zwischen 1942 und 1947 Vize-Konsul in Madrid. Danach fand er von 1947 bis 1950 Verwendung als Erster Sekretär und Konsul sowie zwischen 1950 und 1954 als Botschaftsrat an der Botschaft in Italien. Nach seiner Rückkehr war er im Außenministerium zwischen 1954 und 1955 zunächst stellvertretender Leiter sowie daraufhin von 1955 bis 1956 Leiter des Referats Angelegenheiten des Commonwealth of Nations und Nordeuropa (Director, Office of British Commonwealth & North European Affairs).
1956 wechselte Horsey nach Japan und war zwischen 1956 und 1958 Botschaftsrat und zuletzt Gesandter an der Botschaft sowie daraufhin von 1958 bis 1959 Generalkonsul in Tokio. Er war im Anschluss zwischen 1959 und 1962 Gesandter und Ständiger Vertreter des Botschafters in Italien. Am 14. November 1962 wurde er zum Botschafter in der Tschechoslowakei ernannt und überreichte dort am 3. Januar 1963 als Nachfolger von Edward T. Wailes seine Akkreditierung. Er verblieb auf diesem Posten bis zum 1. August 1966, woraufhin Jacob D. Beam seine dortige Nachfolge antrat. Nach anderen Verwendungen im Außenministerium trat er 1970 in den Ruhestand. Aus seiner 1946 geschlossenen Ehe mit Mary Hamilton Lee Horsey (1915–2011) ging der Sohn Outerbridge Horsey VII hervor. Nach seinem Tode wurde er auf dem Saint Marys Cemetery in Petersville beigesetzt.

## Trivia
Über seinen ungewöhnlichen Namen sagte er in einem Interview mit dem Nachrichtenmagazin Time am 30. November 1962 erklärte er:
„I am the sixth Outerbridge Horsey and my unhappy son is the seventh. In fact, the only trouble with any new post is explaining the name to people.“
„Ich bin der sechste Outerbridge Horsey und mein unglücklicher Sohn ist der siebte. Tatsächlich besteht das einzige Problem bei jedem neuen Posten darin, den Leuten den Namen zu erklären.“